# Nieuw-Caledonische vechtkwartel
De Nieuw-Caledonische vechtkwartel (Turnix novaecaledoniae) is een waarschijnlijk uitgestorven vogel uit de familie Turnicidae (Vechtkwartels).

## Verspreiding en leefgebied
Deze soort kwam voor op Nieuw-Caledonië, maar sinds het begin van de 20e eeuw is deze vogel niet meer gezien.